# Jacobiana brunneus
Jacobiana brunneus är en insektsart som beskrevs av William D. Funkhouser 1935. Jacobiana brunneus ingår i släktet Jacobiana och familjen hornstritar. Inga underarter finns listade i Catalogue of Life.